# Elda Dessel
Elda Dessel née en 1925 à Buenos Aires, morte le 17 septembre 2010)1 est une actrice argentine. Elle épouse l'acteur José Castro Volpe en premières noces puis l'acteur argentin Miguel Ligero

## Filmographie
- Encuentros muy cercanos con señoras de cualquier tipo (1978)
- La buena vida (1966)
- Mate Cosido (1962)
- Cuando los duendes cazan perdices (1955)
- Vida nocturna (1955)
- La casa grande (1953)
- El honorable inquilino (1951) .... Rosalía
- Los árboles mueren de pie (1951)
- Sombras en la frontera (1951)...Réfugiée
- Captura recomendada (1950)
- Todo un héroe (1949)
- Así te quiero (1942)
- Peluquería de señoras (1941)
- Joven, viuda y estanciera (1941) .... Invitée 2
- La novela de un joven pobre (1942)

## Télévision
- Dos Cuenteros (1993).
- Clave de Sol (1987) Série.... Ana
- Chau, amor mío (1979) Série.... Lelia
- Una promesa para todos (1978) Série .... Eloísa
- Aventura '77 (1977) mini-série
- Mi querido Luis (1976).
- Nino (1971) Série.... Aurora
- Candilejas (1965) Série
- El flequillo de Balá (colaboration) (1965).
- Un Osvaldo al más allá (colaboration) (1962).